# Walter Siebert
Walter Siebert (* 11. Juni 1946 in Kassel) ist ein deutscher Politiker (CDU) und ehemaliger Abgeordneter des Hessischen Landtags.
Walter Siebert war Realschullehrer in Battenberg und bis 1991 Referent für Öffentlichkeitsarbeit und Pressereferent im Hessischen Kultusministerium. Nach der Landtagswahl in Hessen 1991 musste er aus dem Amt ausscheiden und arbeitete als freiberuflicher Journalist in Allendorf (Eder). Am 1. November 1993 rückte er für Otti Geschka in den Landtag nach, dem er bis zum Ende der Wahlperiode am 4. April 1995 angehörte.